# Carpio (Valladolid)
Carpio is een gemeente in de Spaanse provincie Valladolid in de regio Castilië en León met een oppervlakte van 56,50 km². Carpio telt 1.047 inwoners (1 januari 2016).